# Abies durangensis
Abies durangensis (ялиця дурангська, ісп. Abete de Durango) — вид ялиць родини соснових. Видовий епітет вказує на Дуранго (штат).

## Різновиди
Abies durangensis зазвичай ділиться на два різновиди: 
- Abies durangensis var. coahuilensis зустрічається тільки на крайньому північному заході Коауїла. Росте тільки в двох долинах річок. На відміну від типового різновиду зазвичай має менший розмір і більш короткі голки.
- Abies durangensis var. durangensis

## Поширення, екологія
Країни поширення: Мексика (Чіуауа, Коауїла, Дуранго, Халіско, Сіналоа). Зростає у високогірних долинах і крутих каньйонах на західній стороні прірви Сьєрра-Мадре Оксиденталь, на висоті (1600 -) 2000-2900 м над рівнем моря і як правило, на добре дренованих осипах або літозолях. Клімат вологий і прохолодний, особливо на пн. схилах. Це відносно рідкісна складова хвойних лісів з Pseudotsuga menziesii var. glauca, Pinus strobiformis, Pinus leiophylla var. chihuahuana, Cupressus lusitanica, Cupressus arizonica на півночі ареалу й Picea chihuahuana (тільки поблизу Ель-Сальто, Дуранго), Pinus durangensis (на півдні), Juniperus deppeana (локально) і деякими листяними деревами, такими як Quercus castanea, Quercus rugosa, Prunus serotina.

## Опис
Росте як вічнозелене дерево, висотою від 20 до 40 метрів і діаметром на висоті грудей до 150 сантиметрів. Крона майже конічна нерівно круглої форми. Молоді дерева мають гладку, сіру або червонувато-коричневу кору. У старих дерев вона глибоко борозенчаста і нарізана довгастими пластинками чорнувато-коричневого кольору. Довгасто-яйцеподібні бруньки 4-5 мм. Вони оточені рожево-жовтим шаром смоли. Тупі або закруглені на кінчику голки від 1,4 до 4,5 сантиметрів у довжину і від 1 до 1,6 міліметра завширшки. Вони блакитно-зелені зверху і ясно-зелені знизу.
У пазухах листків ростуть чоловічі шишки на 1–2 см в довжину. Вертикальні, майже циліндричні шишки 5-10 см завдовжки і товщиною від 3 до 4,5 см. Вони знаходяться на короткій ніжці. При дозріванні вони від блідо-жовтого до помірно-коричневого кольору. Смолисте, жовте насіння 6-8 міліметрів у довжину. Кожне насіння має довгі 7–10 мм, оранжево-жовті крила.

## Використання
Не є комерційно важливим деревом і вкрай рідко вирощується. Висотні дерева вирощуються з деяким успіхом, але в основному повільно, на півдні Англії і в Бельгії.

## Загрози та охорона
Ніяких конкретних загроз не задокументовано, але треба думати, що має певний вплив лісозаготівля, яка, принаймні впливає на змішані хвойні ліси, в яких цей вид є відносно рідкісним компонентом. var. chihuahuana росте в районах, де лісові пожежі можуть бути серйозною загрозою.